# Тутуила
Тутуила је главно и највеће острво у Америчкој Самои, а треће по величини у архипелагу Самоа (после острва Уполу и Саваи). Површина острва износи 135 km². Острво је познато по својој великој луци Паго Паго. Према попису из 2000. на острву је живело 55876 становника.